# Philodromus panganii
Philodromus panganii es una especie de araña cangrejo del género Philodromus, familia Philodromidae. Fue descrita científicamente por Caporiacco en 1947.

## Distribución
Esta especie se encuentra en el este de África.